# Nikolaus von Amsdorf
Nikolaus von Amsdorf (ur. 3 grudnia 1483 w Torgau, zm. 14 maja 1565 w Eisenach) – niemiecki duchowny i teolog luterański, jeden z czołowych przedstawicieli ruchu reformacji.

## Życiorys
W 1500 Nikolaus von Amsdorf podjął studia na Uniwersytecie w Lipsku. Dwa lata później przeniósł się na nowo utworzony Uniwersytet w Wittenberdze. Tam po zakończeniu nauki został profesorem teologii, a także zwolennikiem i przyjacielem Marcina Lutra. Gdy doszło w Wittenberdze do schizmy przyjął luteranizm.
Von Amsdorf brał udział w dyspucie lipskiej, w debacie schmalkaldeńskiej, towarzyszył Lutrowi na sejmie w Wormacji. Wiedział również o sekretnym pobycie ojca reformacji na zamku w Wartburgu.
W 1524 został pastorem i superintendentem Magdeburga. Aktywnie uczestniczył na rzecz wprowadzenia reformacji w Rzeszy. Prowadził misję w Goslarze i Einbeck.
W 1541, pomimo sprzeciwu kapituły, elektor Saksonii Jan Fryderyk uczynił go biskupem Naumburga w miejsce Juliusa von Pflug. W 1542 Marcin Luter uroczyście instalował swojego przyjaciela na katedrze i udzielił mu sakry biskupiej.
Klęska ewangelików w bitwie pod Mühlbergiem zmusiła Nikolausa von Amsdorfa do opuszczenia Naumburga i schronienia się w Weimarze. Podczas pobytu w księstwie Saksonia-Weimar założył Uniwersytet w Jenie, stojący w opozycji do nauk Melanchtona głoszonych na uniwersytecie w Wittenberdze. W tym samym duchu wydał zebrane dzieła Lutra, uzasadniając to koniecznością poprawy błędów i ominięć w wydaniu wittenberskim.
W 1552 von Amsdorf został superintendentem Eisenach, gdzie pozostał do śmierci.

## Poglądy
Wraz z Flaciusem prowadził polemikę przeciwko tzw. filipistom i adiaforytom. Krytykował Filipa Melanchtona i Martina Bucera za ich ugodowość w stosunku do innych protestantów i książąt katolickich. W 1557 za jego sprawą doszło w Wormacji do formalnego zerwania pomiędzy stronnictwem nauk Lutra a zwolennikami nauk Melanchtona.
W latach 1554–1559 von Amsdorf toczył spór z Justusem Meniusem na temat roli uczynków w usprawiedliwieniu. W czasie tego sporu doszedł do radykalnego przekonania, że dobre uczynki są w istocie szkodliwe dla zbawienia. W wyniku tego przekonania w 1561 Flaciusa wygnano z Jeny; Amsdorfa oszczędzono tylko ze względu na jego podeszły wiek i zasługi dla sprawy reformacji.